# ケムニッツ・モデル
ケムニッツ・モデル（ドイツ語: Chemnitzer Modell）は、ドイツ・ケムニッツの路面電車であるケムニッツ市電と近郊都市へ向かう鉄道路線の直通運転（トラムトレイン）の名称。ケムニッツ中心部と郊外のアクセス向上を目的に2002年から運行を開始し、2020年現在はケムニッツ市が運営するシティバーン・ケムニッツ（City-Bahn Chemnitz）によって運営されている。

## 概要
トラムトレインは、路面電車と普通鉄道の規格が異なる2つの鉄道路線の間で直通運転を行い、沿線の利便性を向上させる輸送形態である。1992年にドイツ・カールスルーエで始まった「カールスルーエ・モデル」と呼ばれる最初のトラムトレインは高い成功を収め、ケムニッツが属するザクセン州でも大きな支持を集めた。これを受け、1990年代以降同都市を走る路面電車のケムニッツ市電と郊外の鉄道路線の直通運転に関する検討が始まった。これが、後に「ケムニッツ・モデル」と呼ばれる事となるトラムトレインである。
ケムニッツには各鉄道路線のターミナル駅としてケムニッツ中央駅が存在し、ケムニッツ市電も駅前に乗り入れを行っていたが、歴史的な経緯からケムニッツ中央駅は市内中心部から離れた場所に位置しており、郊外と中心部のアクセス向上が求められていた。そこで、鉄道路線へ路面電車車両の直通が可能とするよう整備を行う事で、列車の乗り換えを行うことなく郊外と中心部の往来が可能とし、公共交通機関の利便性の向上のみならずケムニッツと各都市の繋がりを高める効果がもたらされている。2020年時点で4系統のトラムトレインが存在するが、2021年以降開通予定のアウエ方面の系統を含め、長期に渡る路線網の整備が予定されており、合計6段階にも及ぶ計画がすべて完成した際には、トラムトレインを含めたケムニッツ市電の営業キロは278 kmにまで拡大する事になっている。

## 系統
2020年の時点で、ケムニッツ・モデルのトラムトレインとして運行が行われているのは以下の4系統である。

### C11号線

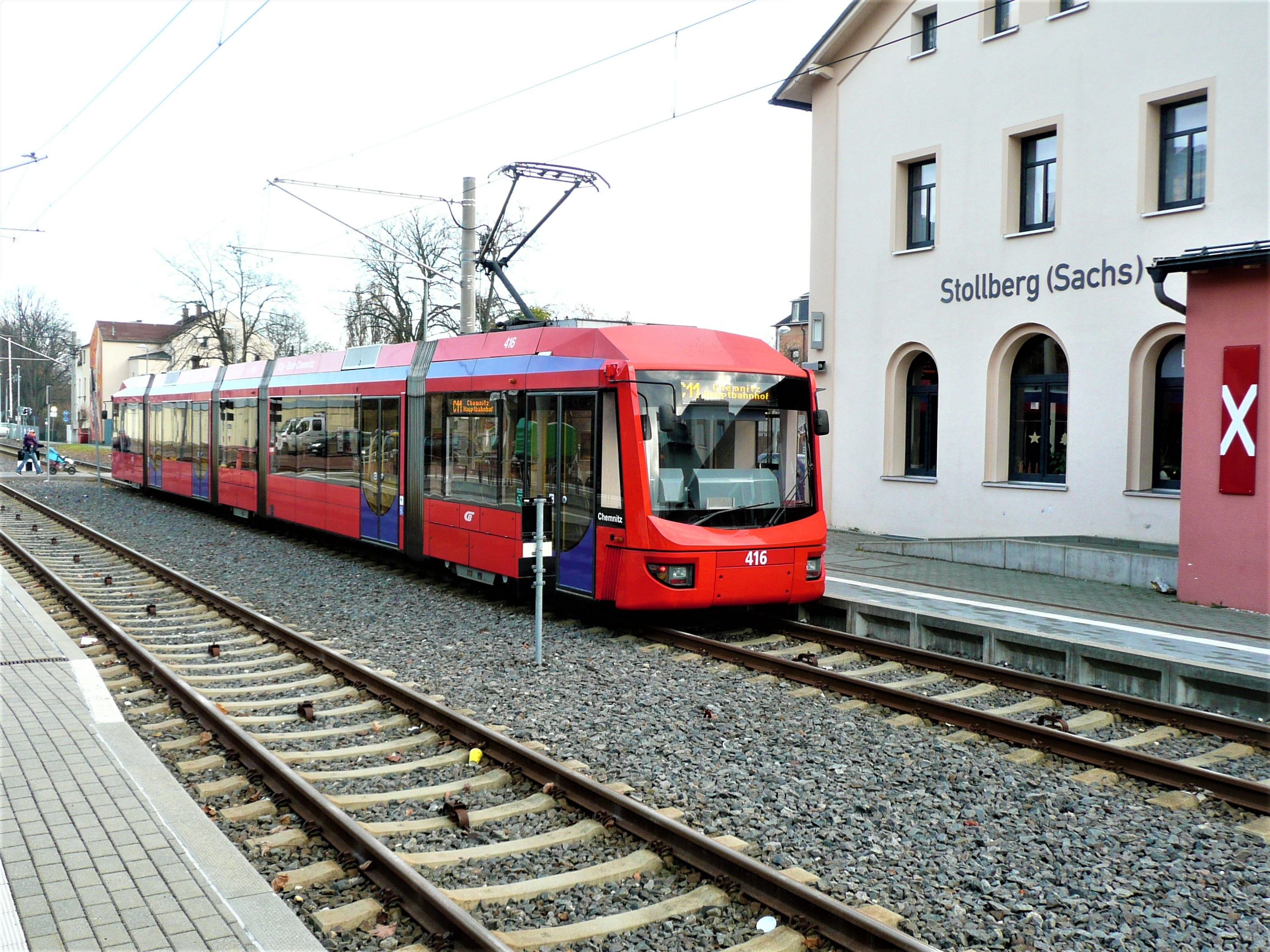
鉄道線のシュトルベルク駅に停車するC11号線の電車（バリオバーン）（2017年撮影）

ケムニッツのトラムトレインのテストケース（Stage 0）として最初に計画・整備が行われたのは、ケムニッツ中央駅前 - アルトケムニッツ駅を結ぶ路面電車路線と、同駅から郊外のシュトルベルク駅を結ぶ鉄道路線である。
路面電車の乗り入れに際し、従来非電化路線であったアルトケムニッツ - シュトルベルク間の電化が実施されたが、ドイツの普通鉄道規格に基づいたため電圧は直流750 Vとなり、路面電車（直流600 V）と異なる事から直通用車両は複電圧仕様となった。また、鉄道路線は従来の単線のまま残されたため、列車交換が可能な2箇所の駅で適切に離合（行き違い）が行われるよう最新の列車集中制御装置が整備された。他にも路面電車規格に適合した新駅の建設、ケムニッツ中央駅やシュトルベルク駅の路線バスとの接続の改善など多数の改良工事が実施された。
2002年12月14日から始まった直通運転は盛況を博し、開業前（1998年）から開業6年目（2008年）までにケムニッツ - シュトルベルク間の利用客は866 %も増加した。当初は「522号線」という系統名であったが、2020年現在はC11号線（Linie C11）として運行されている。また、次項で述べるケムニッツ中央駅への路面電車の乗り入れに合わせて2013年にC11号線も中央駅への延伸が行われている。

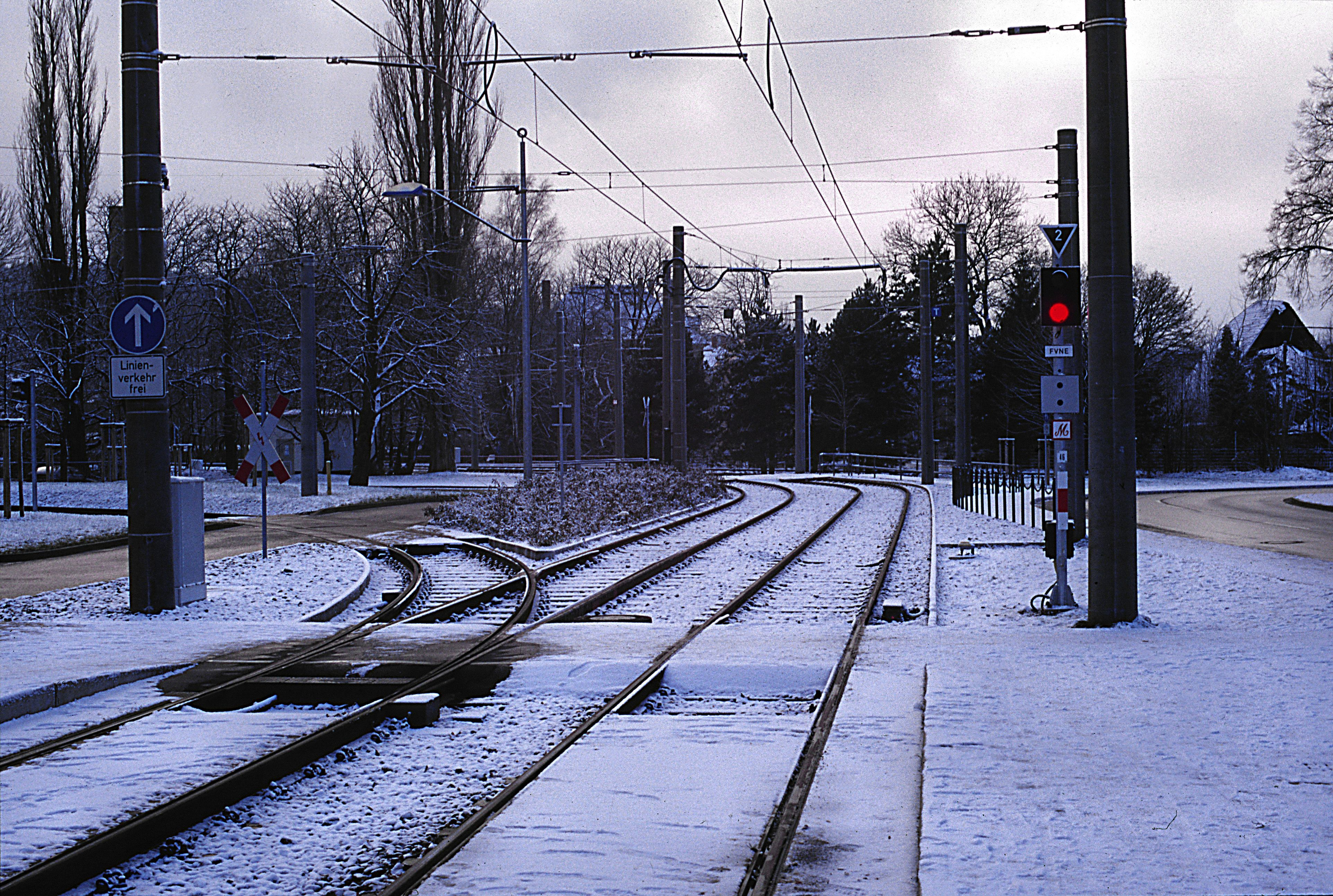
鉄道路線と路面電車路線が接続するアルトケムニッツ駅（ドイツ語版）（2002年撮影）

| 経路       | 路面電車路線                     | 路面電車路線                     | 路面電車路線                            | 鉄道路線                                | 鉄道路線                     | 鉄道路線                     |
| 経路       | ケムニッツ中央駅 (Chemnitz Hbf.) | ケムニッツ中央駅 (Chemnitz Hbf.) | アルトケムニッツ (Chemnitz-Altchemnitz) | アルトケムニッツ (Chemnitz-Altchemnitz) | シュトルベルク駅 (Stollberg) | シュトルベルク駅 (Stollberg) |
| 営業キロ   | 6.8km                            | 6.8km                            | 6.8km                                   | 16.3km                                  | 16.3km                       | 16.3km                       |
| 最高速度   | 60km/h                           | 60km/h                           | 60km/h                                  | 80km/h                                  | 80km/h                       | 80km/h                       |
| 使用車両   | バリオバーン(NGT6-LDZ)           | バリオバーン(NGT6-LDZ)           | バリオバーン(NGT6-LDZ)                  | バリオバーン(NGT6-LDZ)                  | バリオバーン(NGT6-LDZ)       | バリオバーン(NGT6-LDZ)       |
| 備考・参考 | [ 3 ] [ 2 ] [ 10 ] [ 11 ]        | [ 3 ] [ 2 ] [ 10 ] [ 11 ]        | [ 3 ] [ 2 ] [ 10 ] [ 11 ]               | [ 3 ] [ 2 ] [ 10 ] [ 11 ]               | [ 3 ] [ 2 ] [ 10 ] [ 11 ]    | [ 3 ] [ 2 ] [ 10 ] [ 11 ]    |

### C13・C14・C15号線

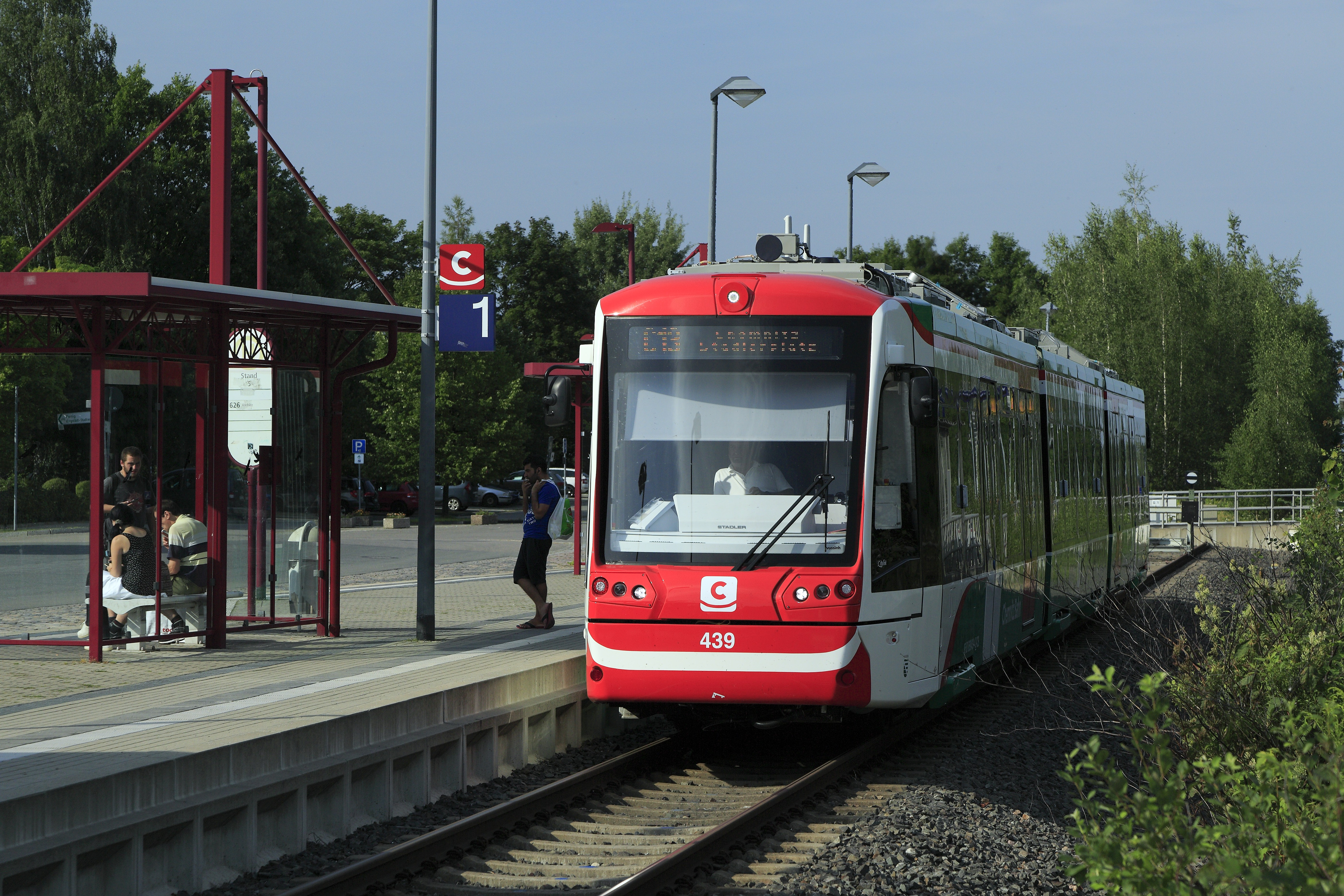
ブルクシュタット駅に停車するシティリンク（2017年撮影）

C11号線の成功を受け、2003年以降ケムニッツでは本格的なトラムトレインの検討が始まり、2005年に複数の段階を経る整備計画が決定した。その第1段階として2009年からプロジェクトが実行に移されたのが、ケムニッツ中央駅から郊外のブルクシュタット（C13号線）、ミットヴァイダ（C14号線）、ハイニッヒェン（C15号線）の各地域を結ぶ鉄道路線とケムニッツ市電の直通運転である。
計画の中核になったのは、路面電車と鉄道路線の直通拠点となるケムニッツ中央駅の再開発であった。それまでケムニッツ市電は駅前に設置された電停に停車していたが、これをケムニッツ中央駅構内へと延伸し、鉄道路線と直通するトラムトレインに加えて路面電車も乗り入れ、ドイツ鉄道の中・長距離列車との乗り換えを始めとした利便性を向上するものである。これらの路線が停車するプラットホームの増設に加えて、路面電車の折り返し用のループ線の整備、ケムニッツ中央駅の駅舎の建て替え、鉄道路線との接続区間の建設など工事内容は多岐に渡ったが、2014年までに整備が完了した。また、これらの路線向けの車両として、直流電化区間に加えて非電化区間でも運用可能なシティリンクの導入が実施された。

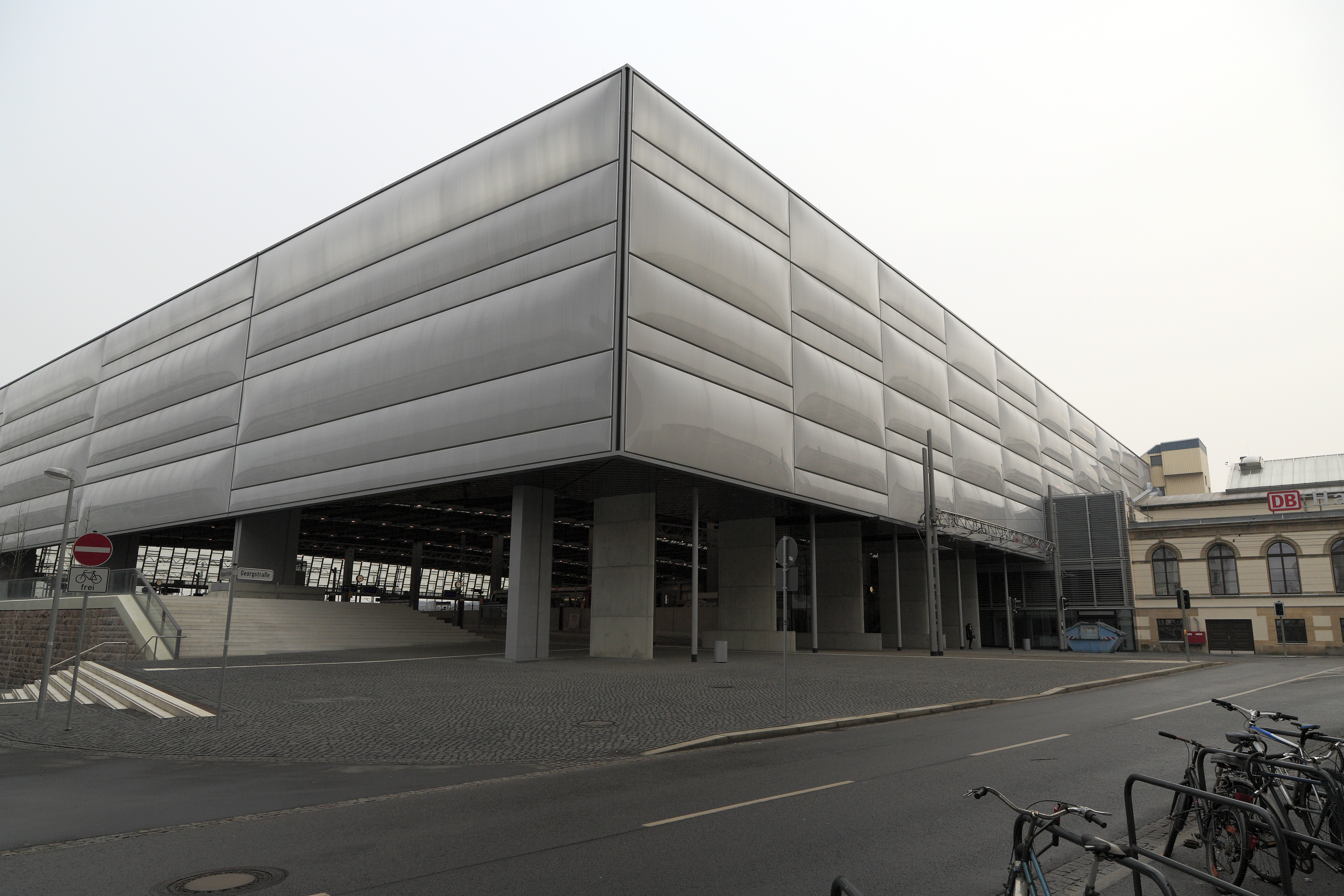
建て替えが行われたケムニッツ中央駅の駅舎（2015年撮影）
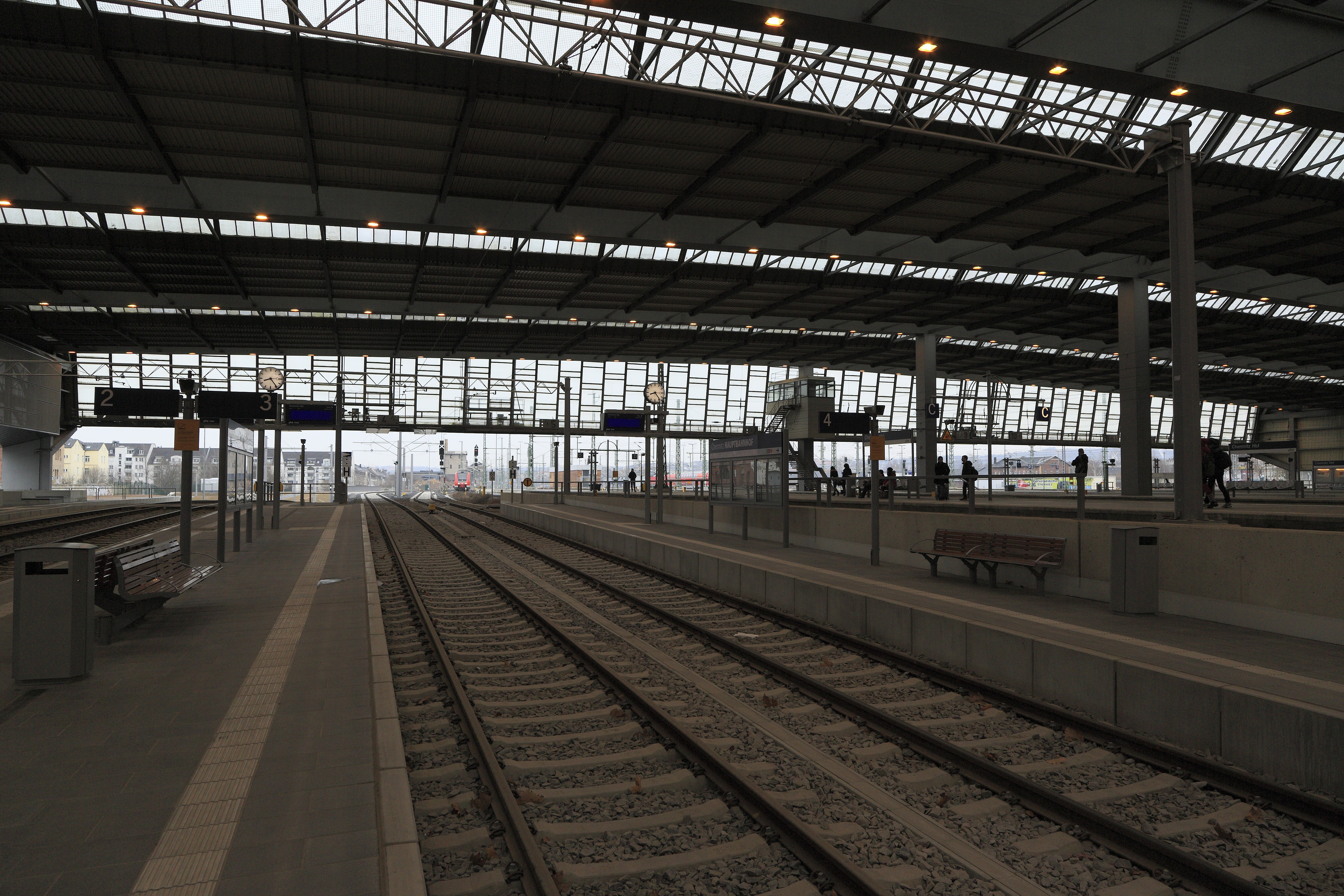
トラムトレインが停車するケムニッツ中央駅のホーム（2015年撮影）
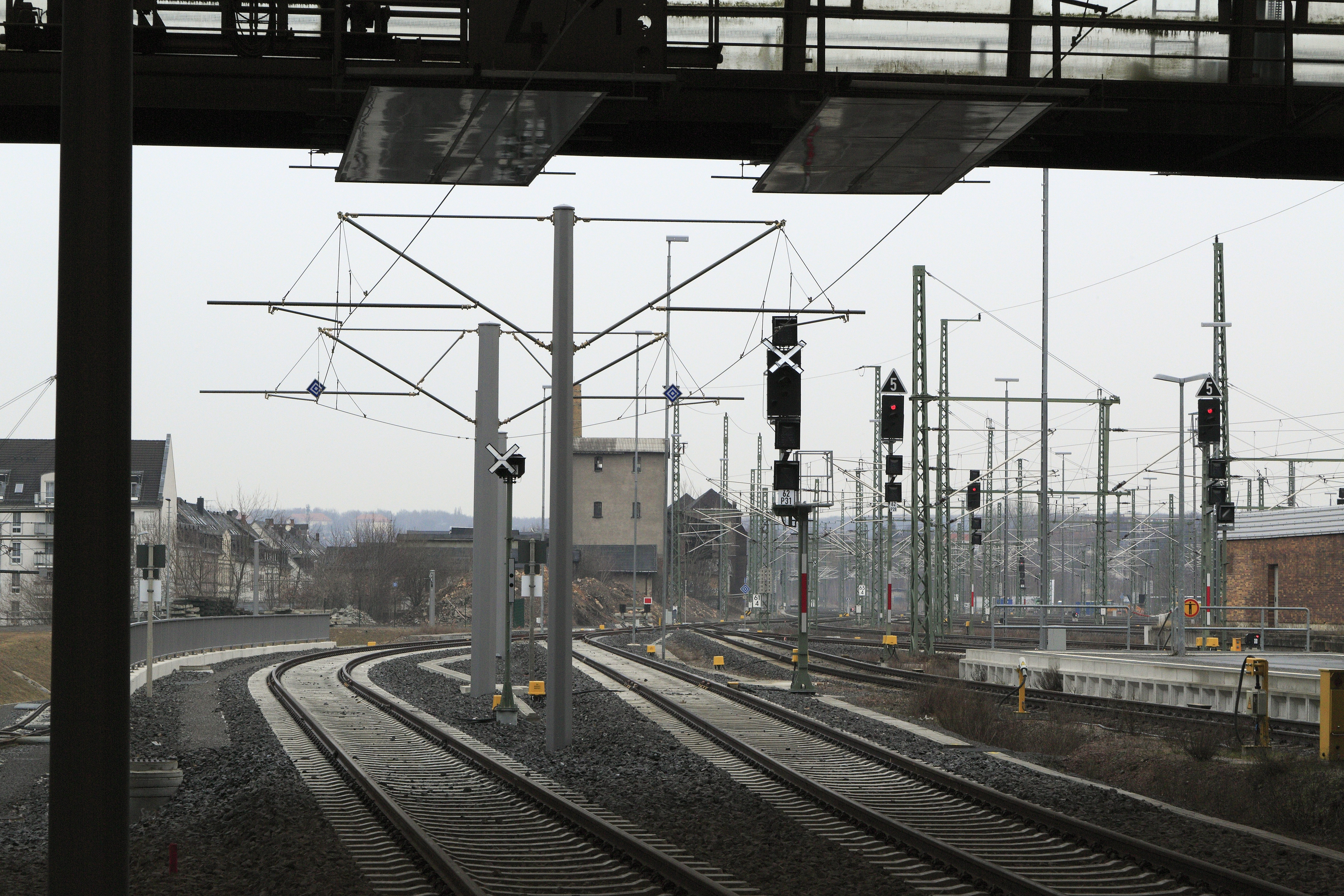
路面電車と普通鉄道の接続区間は電化されていない（2015年撮影）

トラムトレインの運行開始に先立ち、2013年からケムニッツ市電の中央駅への乗り入れが開始され、2015年夏季からは鉄道路線でのシティリンクの運用も始まった。当初は路面電車規格に関する認可の遅れから鉄道路線のみで使用されていたが、翌2016年10月10日からはケムニッツ市電のレッドタワー電停（Roten Turm）への直通運転が開始された。同日以降、ケムニッツ中央駅のプラットホームのうち1・2番線はケムニッツ市電が、3・4番線はシティバーン・ケムニッツが運営するトラムトレインが、5 - 14番線はドイツ鉄道などが運営する中・長距離列車が利用している。
一方、同年代からはトラムトレインの第2段階として、ケムニッツ南部の都市・アウエに向かう路線の整備が開始された。まずアウエ方面の鉄道路線と接続するテクノパーク（Technopark）への路面電車路線の延伸工事が2015年から始まり、2017年5月に途中のシュタッドラープレイス電停（Stadlerplatz）までの区間が、同年12月10日からテクノパーク電停までの全線が開通し、C13・14・15号線の乗り入れも開始された。続いて2019年からはテクノパーク電停からアウエ方面へと延びる非電化の鉄道路線との接続部の建設が開始された他、前年の2018年から鉄道路線を休止した上で新駅の建設、信号設備や橋梁の整備などの大規模な工事が実施されている。
当初の計画では2020年から直通運転が開始される予定であったが、建設の遅れや新型コロナウイルス感染症（COVID-19）の影響から、運行開始予定時期は2021年夏季に遅れている。開始後はC13・C14号線がアウエ駅や途中のタルハイム駅まで延伸する事になっている。

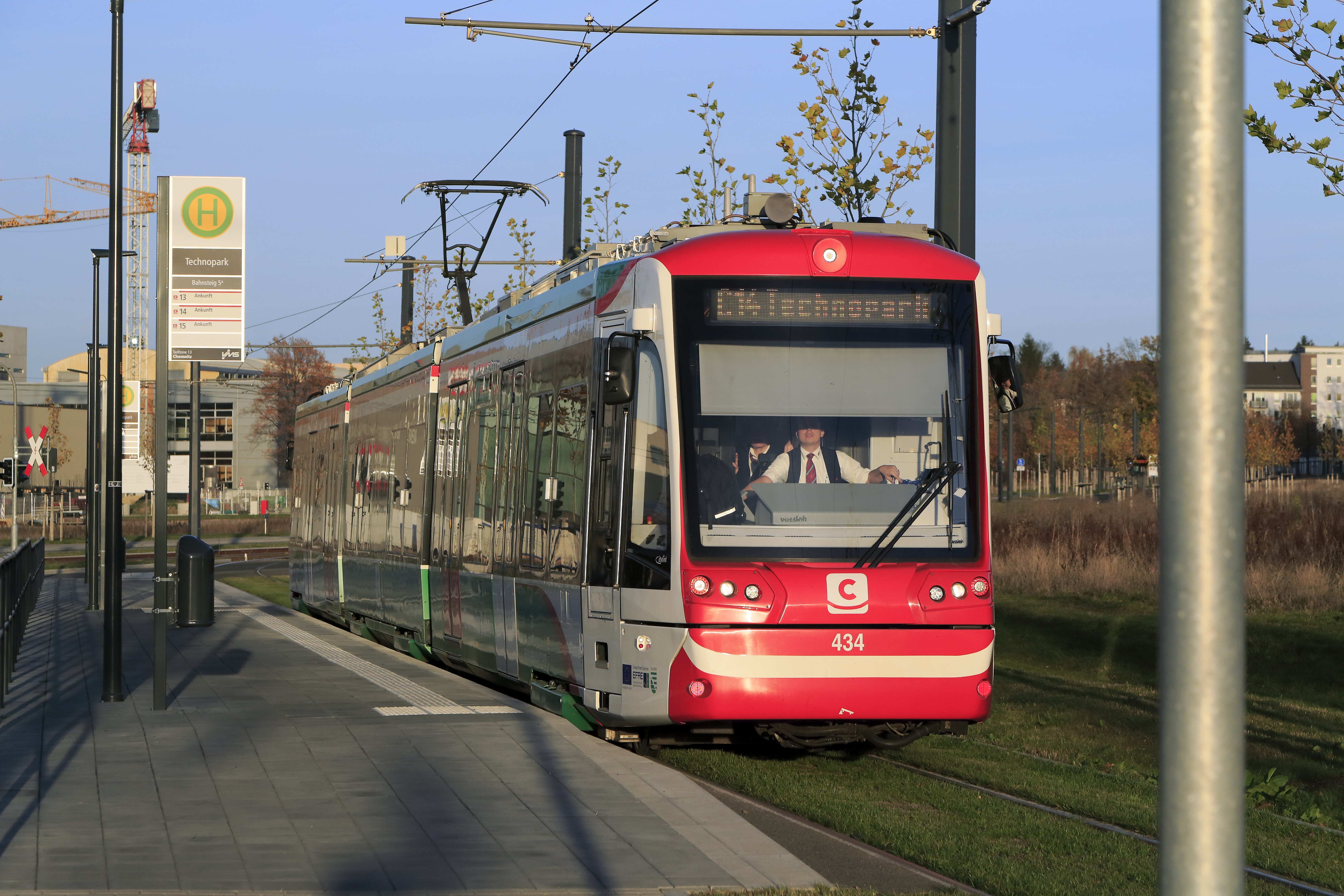
テクノパーク電停へ向かう路面電車路線を走る車両（2018年撮影）
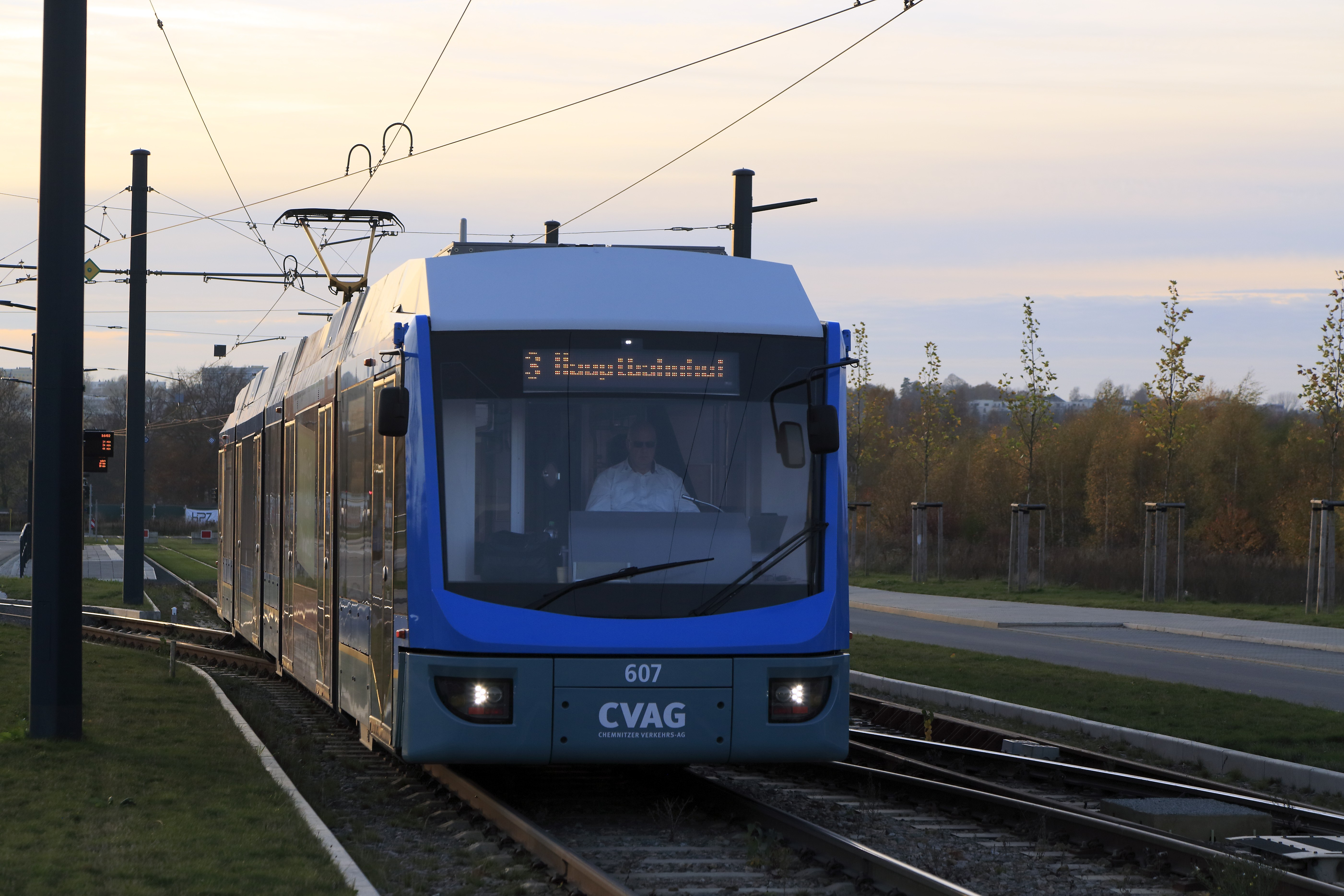
テクノパーク電停への路線にはケムニッツ市電の3号線も乗り入れる（2018年撮影）

| C13号線    | 経路                                           | 鉄道路線                                       | 鉄道路線                                       | 鉄道路線                                       | 鉄道路線                                       | 鉄道路線                                       | 路面電車路線                                   | 路面電車路線                                   | 路面電車路線              |
| C13号線    | 経路                                           | ブルクシュタット (Burgstädt)                   | ブルクシュタット (Burgstädt)                   | ブルクシュタット (Burgstädt)                   | ブルクシュタット (Burgstädt)                   | ケムニッツ中央駅 (Chemnitz Hbf.)               | ケムニッツ中央駅 (Chemnitz Hbf.)               | テクノパーク (Technopark)                      | テクノパーク (Technopark) |
| C13号線    | 営業キロ                                       | 14.7km                                         | 14.7km                                         | 14.7km                                         | 14.7km                                         | 14.7km                                         | 3.3km                                          | 3.3km                                          | 3.3km                     |
| C13号線    | 最高速度                                       | 100km/h                                        | 100km/h                                        | 100km/h                                        | 100km/h                                        | 100km/h                                        | 60km/h                                         | 60km/h                                         | 60km/h                    |
| C14号線    | 経路                                           | 鉄道路線                                       | 鉄道路線                                       | 鉄道路線                                       | 鉄道路線                                       | 鉄道路線                                       | 路面電車路線                                   | 路面電車路線                                   | 路面電車路線              |
| C14号線    | 経路                                           | ミットヴァイダ (Mittweida)                     | ミットヴァイダ (Mittweida)                     | ミットヴァイダ (Mittweida)                     | ミットヴァイダ (Mittweida)                     | ケムニッツ中央駅 (Chemnitz Hbf.)               | ケムニッツ中央駅 (Chemnitz Hbf.)               | テクノパーク (Technopark)                      | テクノパーク (Technopark) |
| C14号線    | 営業キロ                                       | 17.8km                                         | 17.8km                                         | 17.8km                                         | 17.8km                                         | 17.8km                                         | 4.3km                                          | 4.3km                                          | 4.3km                     |
| C14号線    | 最高速度                                       | 100km/h                                        | 100km/h                                        | 100km/h                                        | 100km/h                                        | 100km/h                                        | 60km/h                                         | 60km/h                                         | 60km/h                    |
| C15号線    | 経路                                           | 鉄道路線                                       | 鉄道路線                                       | 鉄道路線                                       | 鉄道路線                                       | 鉄道路線                                       | 路面電車路線                                   | 路面電車路線                                   | 路面電車路線              |
| C15号線    | 経路                                           | ハイニッヒェン (Hainichen)                     | ハイニッヒェン (Hainichen)                     | ニーダーヴィーザ Niederwiesa)                  | ニーダーヴィーザ Niederwiesa)                  | ケムニッツ中央駅 (Chemnitz Hbf.)               | ケムニッツ中央駅 (Chemnitz Hbf.)               | テクノパーク (Technopark)                      | テクノパーク (Technopark) |
| C15号線    | 営業キロ                                       | 25.9km                                         | 25.9km                                         | 25.9km                                         | 25.9km                                         | 25.9km                                         | 4.3km                                          | 4.3km                                          | 4.3km                     |
| C15号線    | 最高速度                                       | 80km/h                                         | 80km/h                                         | 80km/h                                         | 100km/h                                        | 100km/h                                        | 60km/h                                         | 60km/h                                         | 60km/h                    |
| 使用車両   | シティリンク                                   | シティリンク                                   | シティリンク                                   | シティリンク                                   | シティリンク                                   | シティリンク                                   | シティリンク                                   | シティリンク                                   |                           |
| 備考・参考 | [ 3 ] [ 2 ] [ 10 ] [ 23 ] [ 24 ] [ 25 ] [ 26 ] | [ 3 ] [ 2 ] [ 10 ] [ 23 ] [ 24 ] [ 25 ] [ 26 ] | [ 3 ] [ 2 ] [ 10 ] [ 23 ] [ 24 ] [ 25 ] [ 26 ] | [ 3 ] [ 2 ] [ 10 ] [ 23 ] [ 24 ] [ 25 ] [ 26 ] | [ 3 ] [ 2 ] [ 10 ] [ 23 ] [ 24 ] [ 25 ] [ 26 ] | [ 3 ] [ 2 ] [ 10 ] [ 23 ] [ 24 ] [ 25 ] [ 26 ] | [ 3 ] [ 2 ] [ 10 ] [ 23 ] [ 24 ] [ 25 ] [ 26 ] | [ 3 ] [ 2 ] [ 10 ] [ 23 ] [ 24 ] [ 25 ] [ 26 ] |                           |

## 車両

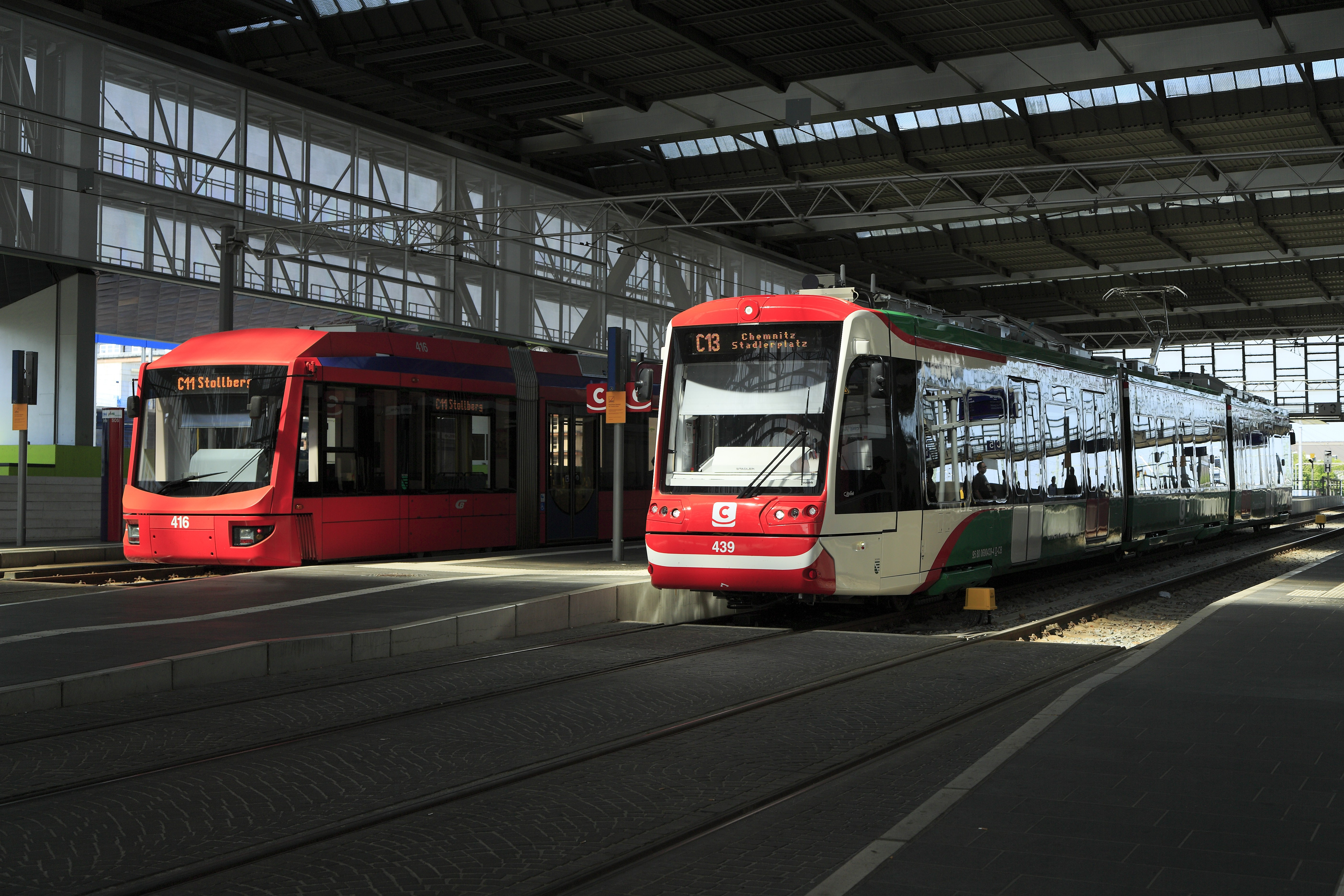
トラムトレイン用車両
左：バリオバーン
右：シティリンク
（2017年撮影）

ケムニッツ・モデルのトラムトレインで使用されている車両は2020年時点で全車ともシティバーン・ケムニッツが所有しており、ケムニッツ交通の車両基地で整備が行われている。

### バリオバーン
バリオバーンはABBが開発し、2020年現在はシュタッドラー・レールが展開する超低床電車で、そのうちケムニッツのトラムトレインで使用されている車両はアドトランツとボンバルディア・トランスポーテーションによって生産されたものである。ケムニッツ市電を運営するケムニッツ交通にも同型の車両が存在するが、トラムトレイン用のバリオバーンは前述の通り電圧が異なる区間を直通するため複電圧車両となっている他、車体や台車の構造や無線を始めとした各種機器も鉄道・路面電車双方の規格に適したものとなっている。また最高速度もケムニッツ交通の車両が70 km/hなのに対し、トラムトレイン用車両は80 km/hに設定されている。
2020年現在6両（411 - 416）が在籍し、鉄道線の電化が実施されたC11号線で使用されている。

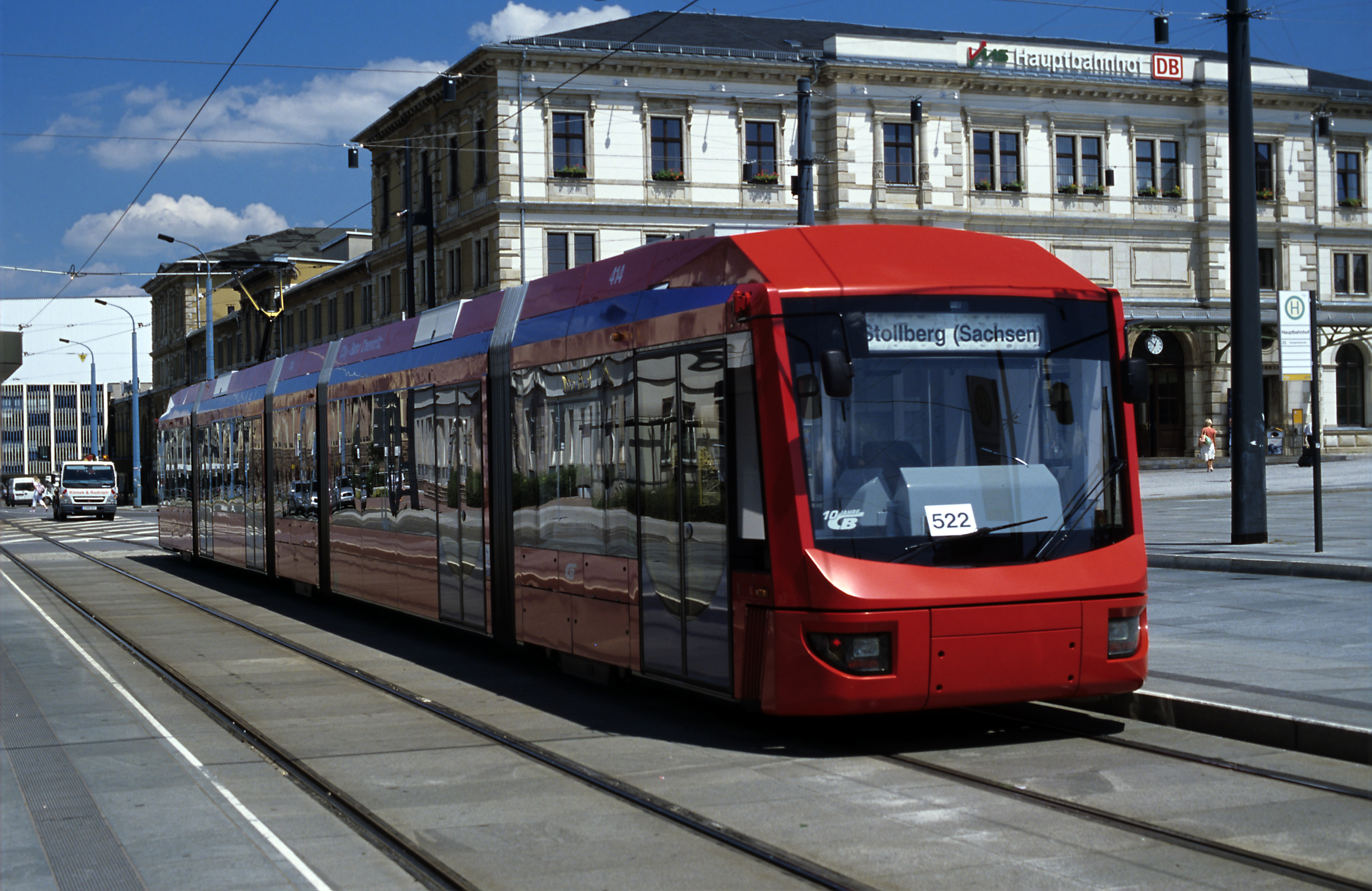
ケムニッツ中央駅前電停に停車する電車（2006年撮影）
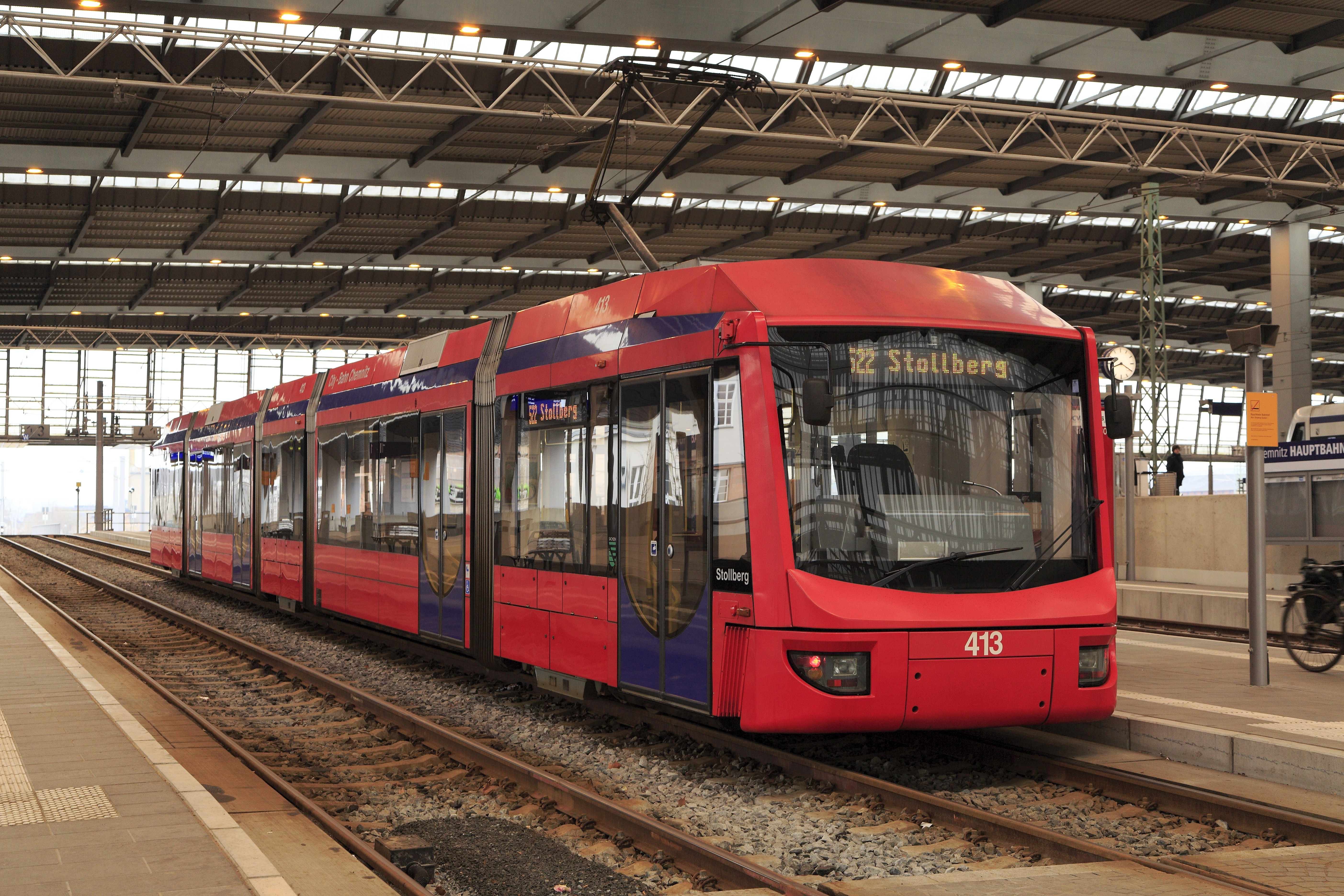
2010年代以降はケムニッツ中央駅へ直接乗り入れている（2015年撮影）
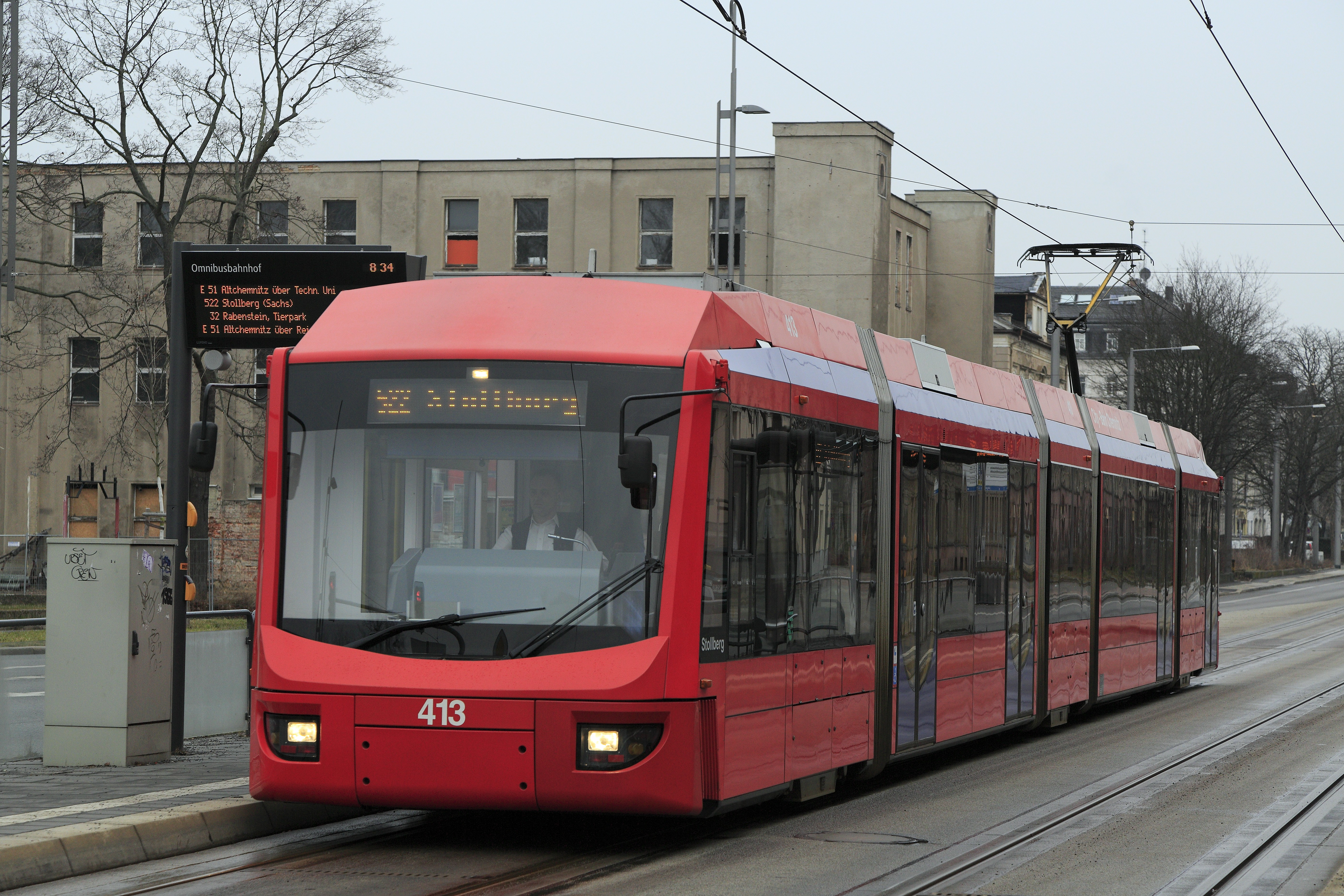
路面電車区間を走る電車（2015年撮影）

| 車種                      | 登場年   | 総数            | 軌間     | 編成         | 運転台   | 対応電圧                  | 軸配置   | 備考・参考          |
| ------------------------- | -------- | --------------- | -------- | ------------ | -------- | ------------------------- | -------- | ------------------- |
| "バリオバーン" (6NGT-LDZ) | 2002     | 6両 (411 - 416) | 1,435mm  | 5車体連接車  | 両運転台 | 直流600V 直流750V         | Bo'2'Bo' | [ 2 ] [ 28 ] [ 30 ] |
| "バリオバーン" (6NGT-LDZ) | 全長     | 全幅            | 全高     | 扉部床面高さ | 低床率   | 車輪径                    | 空車重量 | [ 2 ] [ 28 ] [ 30 ] |
| "バリオバーン" (6NGT-LDZ) | 31,380mm | 2,650mm         | 3,350mm  | 300mm        | 100%     | 663mm                     | 37.8t    | [ 2 ] [ 28 ] [ 30 ] |
| "バリオバーン" (6NGT-LDZ) | 最高速度 | 最小通過半径    | 着席定員 | 折り畳み座席 | 立席定員 | 主電動機出力              | 車両出力 | [ 2 ] [ 28 ] [ 30 ] |
| "バリオバーン" (6NGT-LDZ) | 80km/h   | 20m             | 73人     | 5人分        | 124人    | 45kw(x8基) （誘導電動機） | 360kw    | [ 2 ] [ 28 ] [ 30 ] |

### シティリンク
ケムニッツ・モデルの第1段階にあたるC13・C14・C15号線の開通にあたって発注が行われた、フォスロおよびシュタッドラー・レール製の鉄道車両。トラムトレインの運行開始以前からC14号線は電化が行われていた一方、それ以外の路線は非電化であり、コスト面などを考慮した結果、路面電車区間は電車（直流電化）、鉄道区間は気動車として運用可能なバイモード車両として導入された。
路面電車・鉄道双方の規格に対応した設計となっており、前後車体に設置された乗降扉は2種類の高さのプラットホームに対応している。また、前後車体に設置されている動力台車は枕ばねや軸ばねを搭載した従来型のボギー台車のためこの部分は床上高さ570 mmの高床式構造となっているが、鉄道線では最高速度100 km/hという高速運転が可能となっている。車内の座席配置は2 + 2人掛けのクロスシートを基本とし、前後車体には折り畳み座席が備わったフリースペースが存在するほか、中央車体にはバリアフリーに対応したトイレも存在する。主電動機はVVVFインバータ制御装置（IGBT素子）によって制御される誘導電動機が用いられ、屋根上には非電化区間で使用されるディーゼルエンジンと発電機で構成されるパワーパックが設置されている。
第1段階に合わせて2012年に8両が発注された他、2015年にも第2段階に合わせて4両の追加発注が実施されており、2020年現在は12両が在籍する。そのうち前者はフォスロが製造を担当した車両である一方、後者は2015年に同社が鉄道事業を売却したシュタッドラー・レールによって製造されたものである。

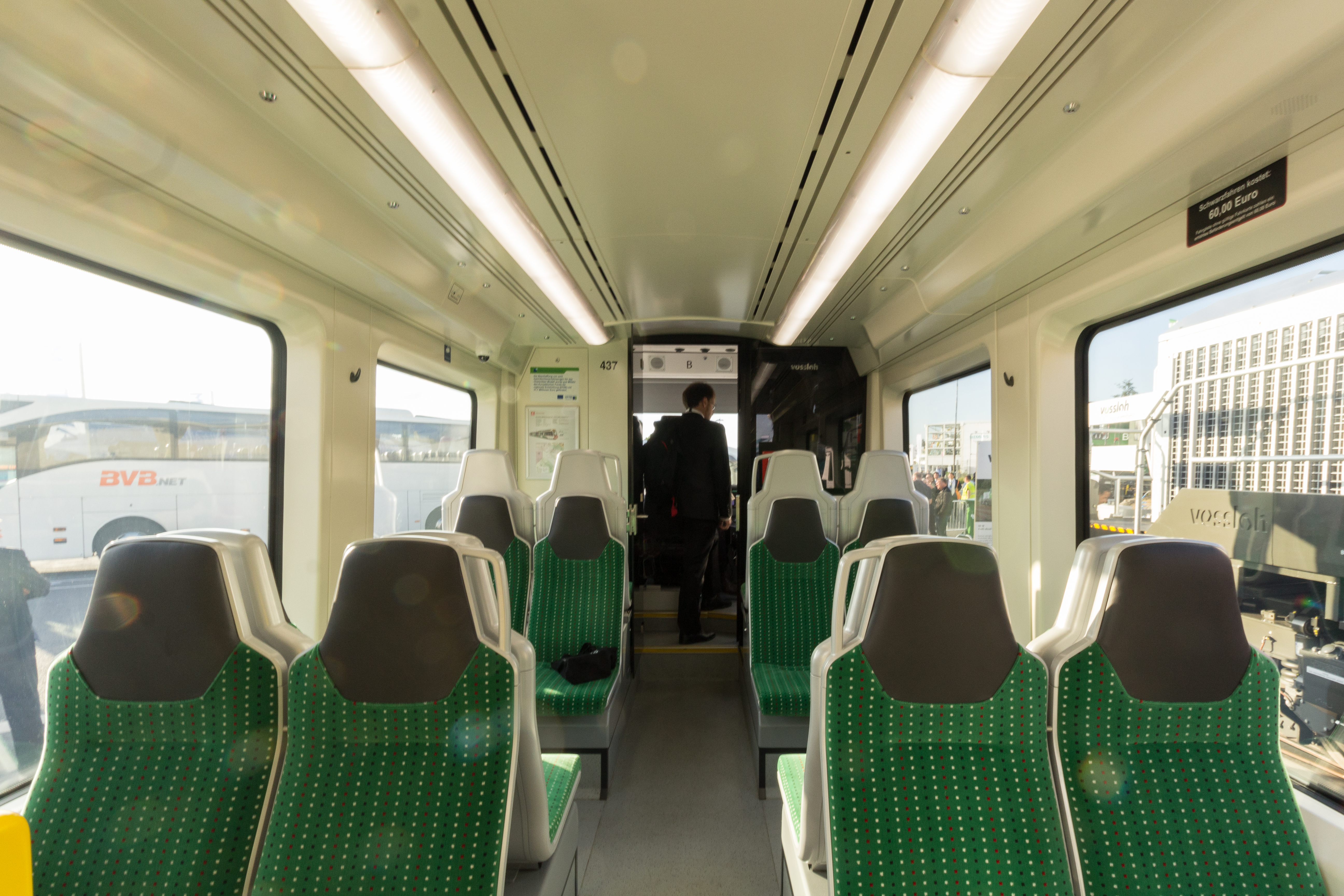
車内
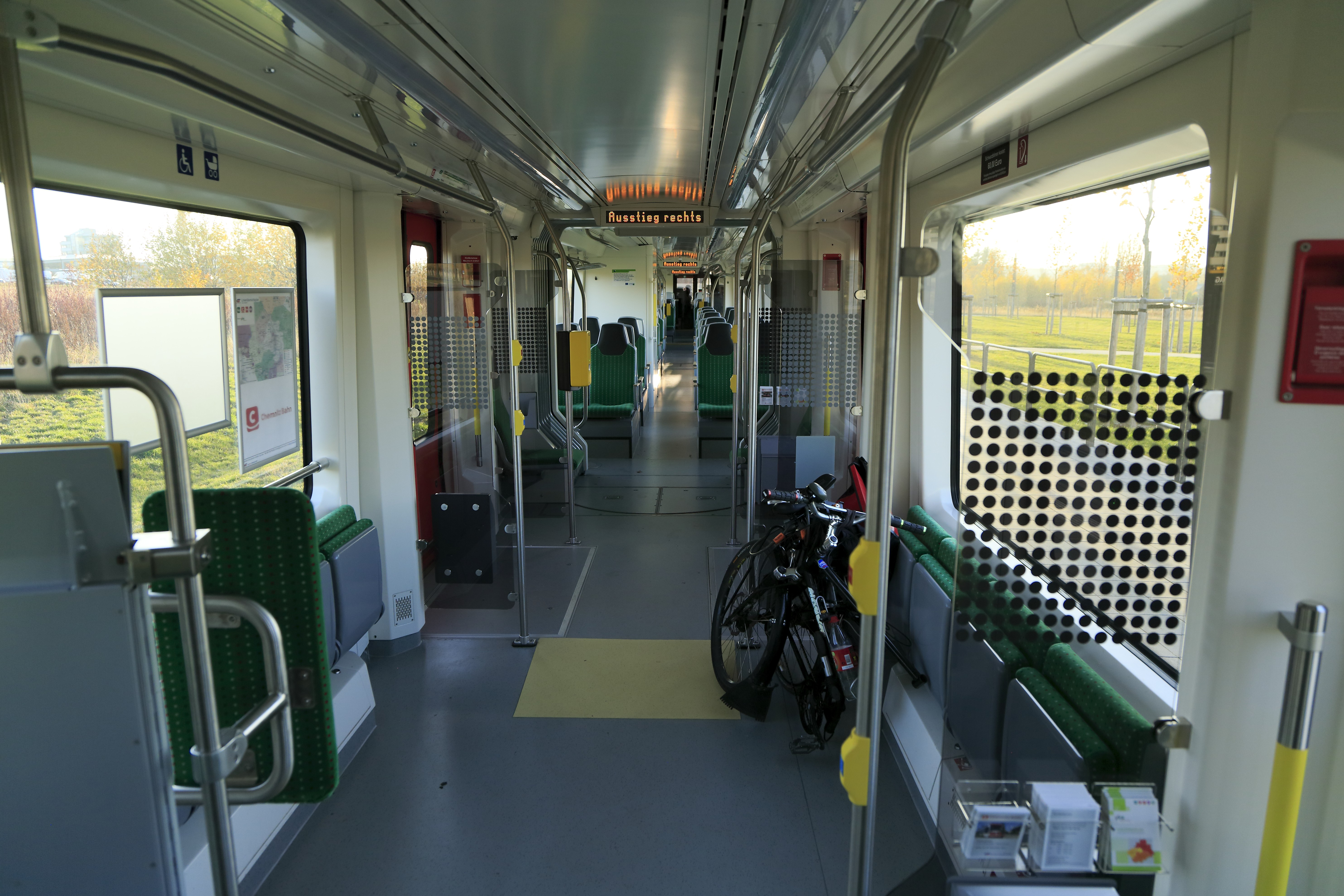
前後車体にはフリースペースが存在する
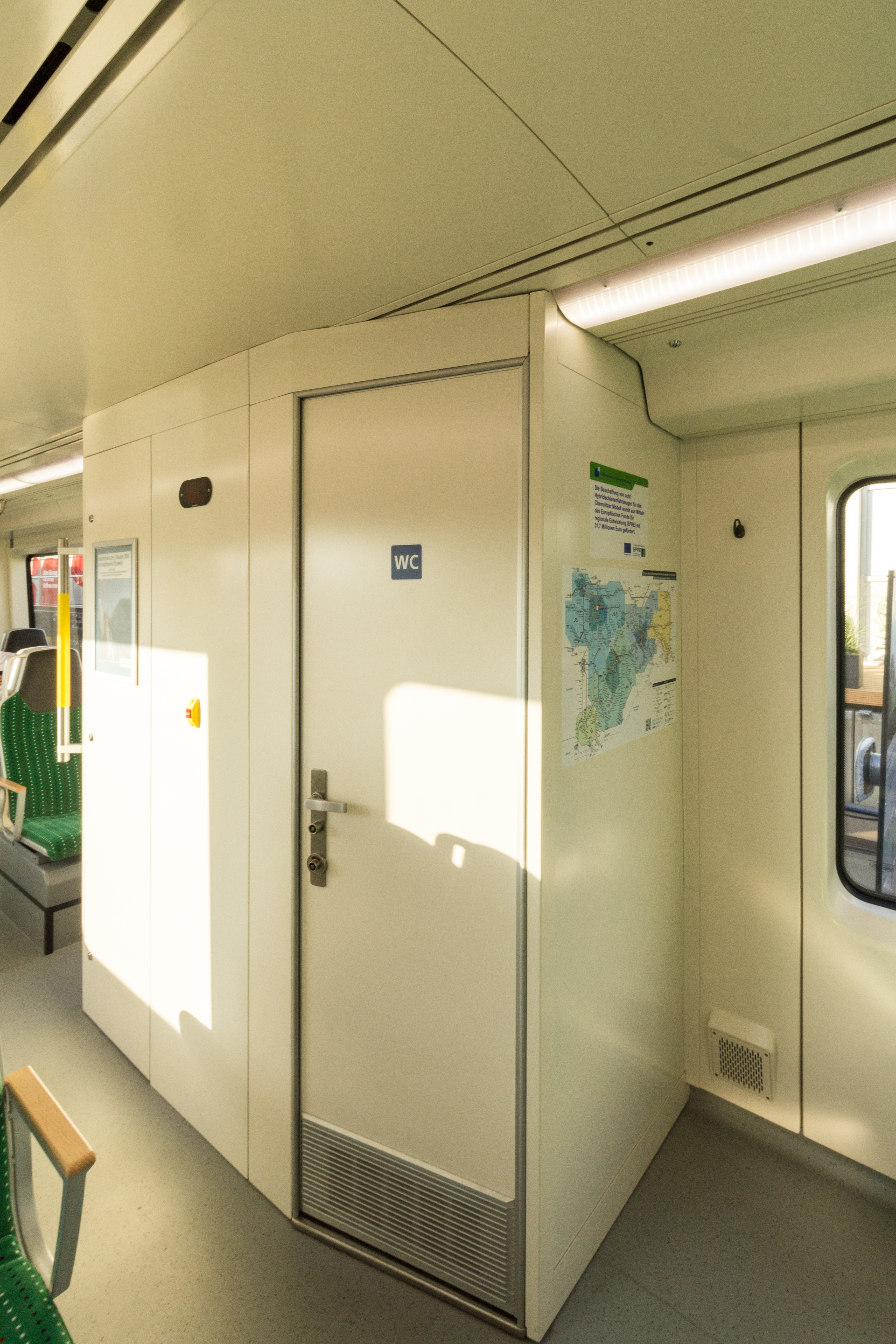
バリアフリーに対応したトイレ

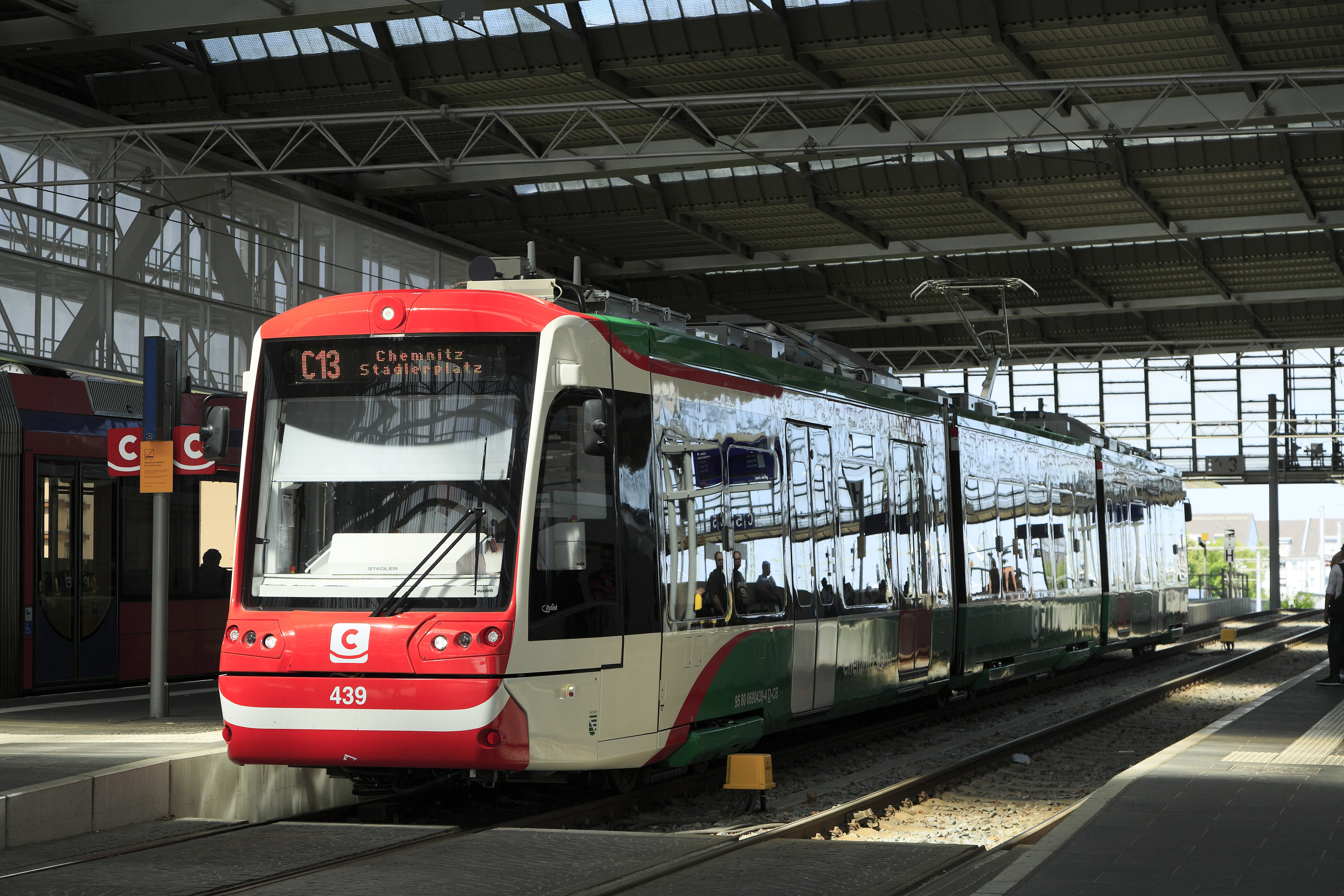
ケムニッツ中央駅前に停車するシティリンク（2017年撮影）
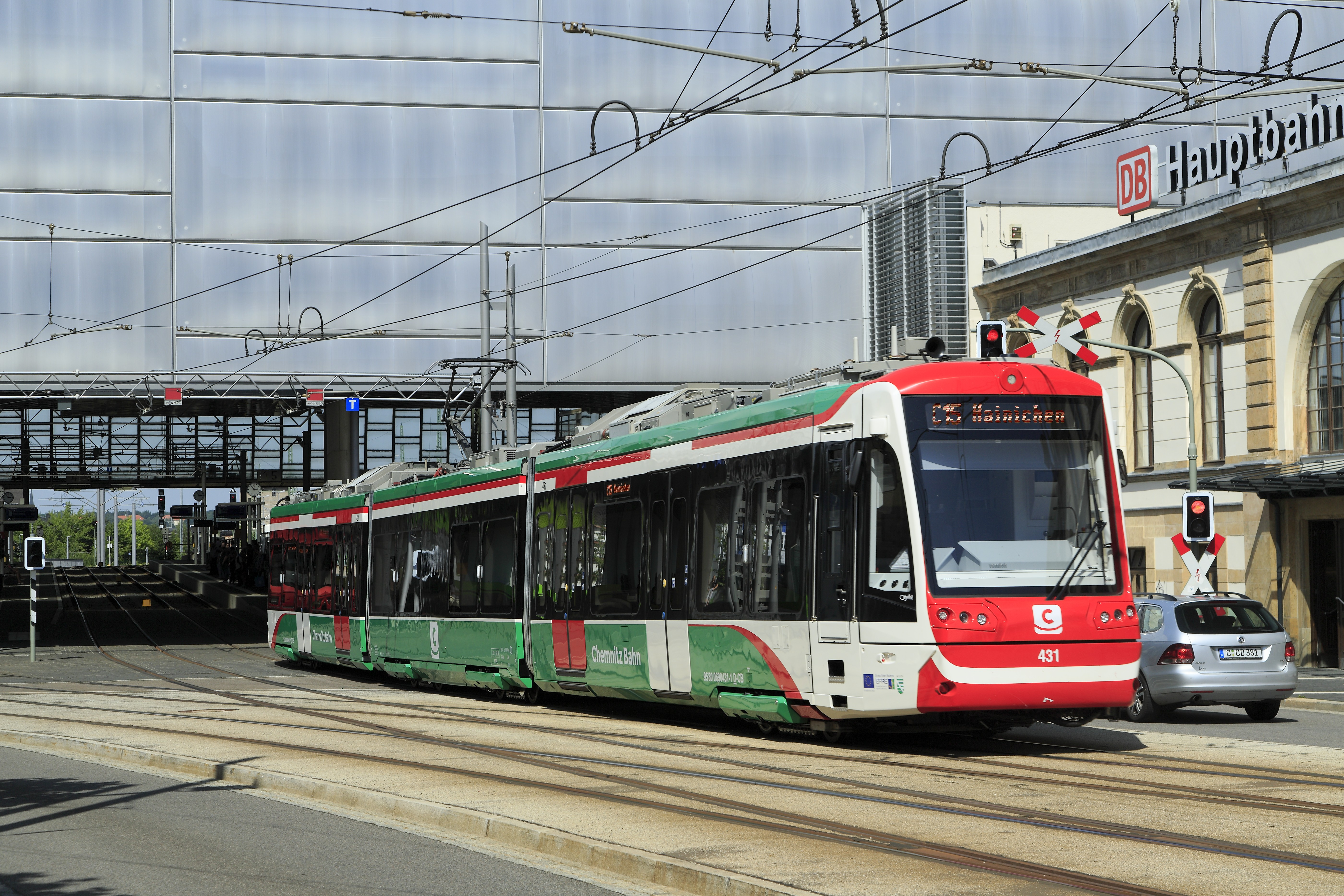
路面電車区間へ乗り入れるシティリンク（2017年撮影）
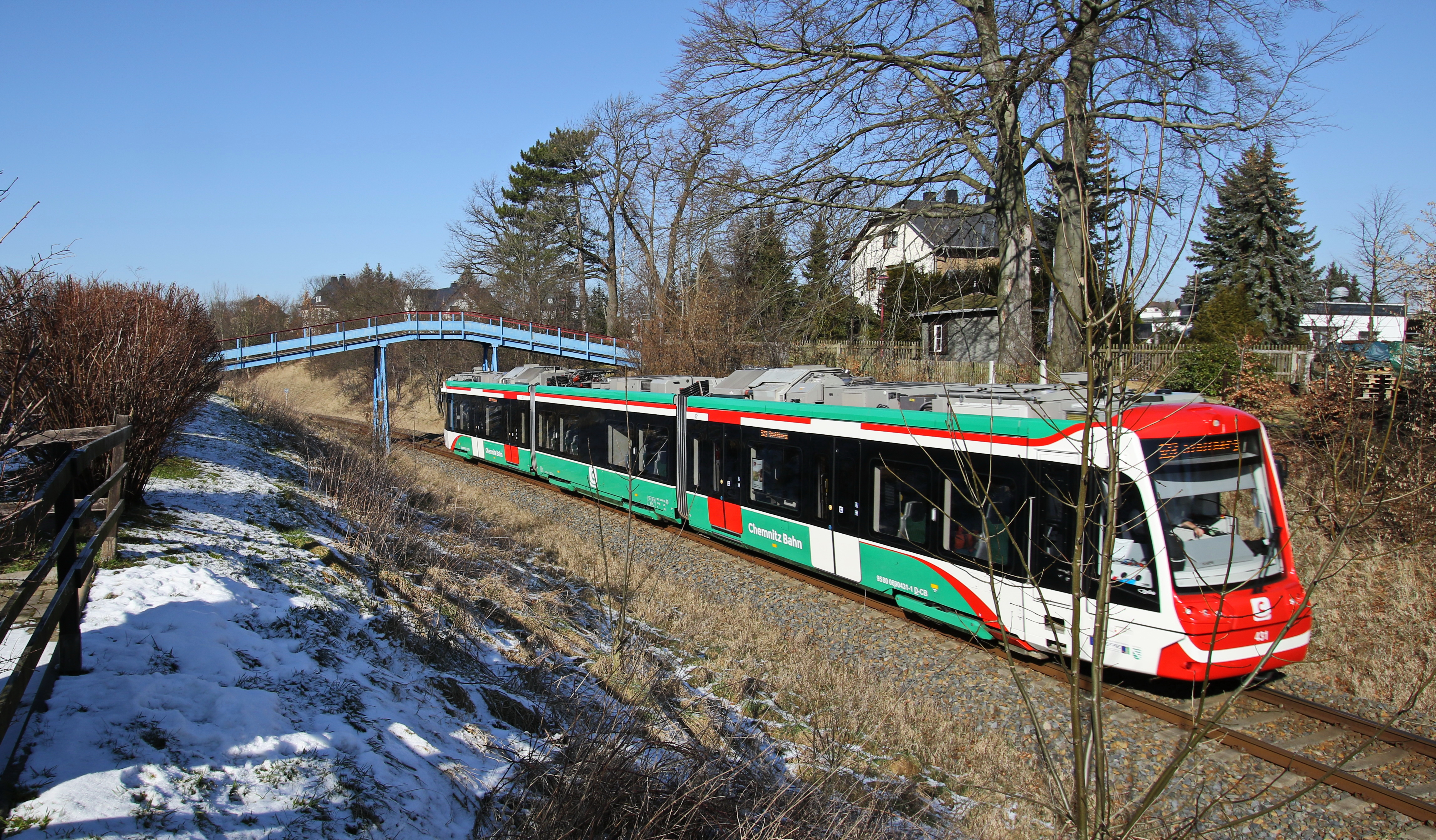
鉄道線はディーゼルエンジンを用いた電気式気動車として走行する（2018年撮影）

| 車種           | 登場年   | 総数         | 軌間     | 編成         | 運転台       | 対応電圧等                     | 軸配置      | 備考・参考                  |
| -------------- | -------- | ------------ | -------- | ------------ | ------------ | ------------------------------ | ----------- | --------------------------- |
| "シティリンク" | 2015     | 12両         | 1,435mm  | 3車体連接車  | 両運転台     | 直流600V 直流750V 非電化       | Bo'2'2'Bo'  | [ 31 ] [ 32 ] [ 33 ] [ 18 ] |
| "シティリンク" | 全長     | 全幅         | 全高     | 扉部床面高さ | 扉部床面高さ | 低床率                         | 車輪経      | 空車重量                    |
| "シティリンク" | 全長     | 全幅         | 全高     | 低床ホーム用 | 高床ホーム用 | 低床率                         | 車輪経      | 空車重量                    |
| "シティリンク" | 37,200mm | 2,650mm      | 3,990mm  | 435mm        | 600mm        | 100%                           | 720mm       | 68t                         |
| "シティリンク" | 最高速度 | 最小通過半径 | 着席定員 | 折り畳み座席 | 立席定員     | 主電動機出力                   | 発電機出力  | 車両出力                    |
| "シティリンク" | 100km/h  | 25m          | 87人     | 16人分       | 141人        | 145kw(x4基) （三相誘導電動機） | 350kw(x2基) | 580kw                       |

## 今後の予定

### 延伸計画
2020年現在、ケムニッツ・モデルのトラムトレインは第0段階（Stufe 0）に位置づけられるC11号線を含めて第2段階の途中まで完成した状況であり、第2段階の計画が完了して以降も以下の路線の整備が実施される事になっている。
- 第3段階（Stufe 3） - ケムニッツ中央駅からニーダーヴィーザ駅（ドイツ語版）を経由し、東部のアンブベルク＝ブッフホルツ（英語版）やオルバーンハウ（英語版）へ向かう鉄道線へ乗り入れる計画。着工時期は2020年現在確定していない[13][35]。
- 第4段階（Stufe 4） - ケムニッツ市電のターミナルである中央電停（zentralhaltestelle）からリンバッハ＝オーバーフローナ（英語版）へ向かう系統。他の路線と異なり、既存の鉄道線を経由するのは一部区間に留まり大半は新規に建設される。2020年現在はルートの検討が行われている段階であり、開通は2030年以降を予定している[13][36]。
- 第5段階（Stufe 5） - S11号線の鉄道線側の終点が存在するシュトルベルク駅（ドイツ語版）から更に西側のザンクト・エーギティーン（英語版）へ路線を延伸する計画。シュトルベルク市内に直流750 V電化の新規路線を建設する一方、ニーダーヴュルシュニッツ（英語版）以遠の鉄道路線は従来の気動車による運行から転換され、電化工事や駅の整備などが実施される。開通は2025年以降を予定している[13][37]。

### 車両の増備、車庫の増設
2022年、上記のトラムトレインの拡大に合わせてシュタッドラー・レールとの間に新型車両の製造に関する契約が結ばれた。導入される車両は既に運用に就いている「シティリンク」ブランドが採用され、編成も3車体連接式となるが、導入される系統は全区間電化される事を踏まえ、路面電車路線に適した直流600/750 Vと鉄道線向けの交流15 kV双方に対応した復電圧車両となる。全長は37.5 m、定員約200人（着席定員80人）、出力900 kW、最高速度 100 km/hを予定しており、2025年以降19両が導入される事になっている。また、この車両増備に合わせて車庫の増設も実施される。